# Manorhaven
Manorhaven és una població dels Estats Units a l'estat de Nova York. Segons el cens del 2000 tenia 6.138 habitants.

## Demografia
Segons el cens del 2000, Manorhaven tenia 6.138 habitants, 2.401 habitatges, i 1.627 famílies. La densitat de població era de 5.042,3 habitants/km².
Dels 2.401 habitatges en un 31,5% hi vivien nens de menys de 18 anys, en un 52,9% hi vivien parelles casades, en un 10,9% dones solteres, i en un 32,2% no eren unitats familiars. En el 25,7% dels habitatges hi vivien persones soles el 7,5% de les quals corresponia a persones de 65 anys o més que vivien soles. El nombre mitjà de persones vivint en cada habitatge era de 2,56 i el nombre mitjà de persones que vivien en cada família era de 3,07.
Per edats la població es repartia de la següent manera: un 22,3% tenia menys de 18 anys, un 6,4% entre 18 i 24, un 36,7% entre 25 i 44, un 23,8% de 45 a 60 i un 10,9% 65 anys o més.
L'edat mediana era de 37 anys. Per cada 100 dones de 18 o més anys hi havia 95,9 homes.
La renda mediana per habitatge era de 61.474 $ i la renda mediana per família de 66.744 $. Els homes tenien una renda mediana de 45.733 $ mentre que les dones 43.182 $. La renda per capita de la població era de 36.254 $. Entorn del 7,6% de les famílies i el 8,9% de la població estaven per davall del llindar de pobresa.